# Русский язык (издательство)
«Ру́сский язы́к» — центральное издательство в системе Госкомиздата СССР, выпускавшее литературу для иностранных граждан, изучающих русский язык: учебники и учебные комплексы, учебные и методические пособия и книги для чтения, — а также русские, иностранно-русские, русско-иностранные общефилологические и научно-технические словари, словари на языках народов СССР. Издания выходили более чем на 20 языках.

## История
Издательство «Русский язык» было создано в 1974 году в Москве на базе словарных редакций издательства «Советская энциклопедия» и учебных редакций издательств «Прогресс» и «Высшая школа», выпускавших литературу по вопросам русского языка как иностранного.
В системе Госкомиздата СССР в 1980-х гг. издательство «Русский язык» было одним из издательств Главиздатэкспорта. Адрес издательства на 1987 год: 103012, Москва, Старопанский пер., 1/5. В 1980-х, 1990 гг. показатели издательской деятельности издательства были следующие:
|                                       | 1980     | 1985    | 1990     |
| ------------------------------------- | -------- | ------- | -------- |
| Кол-во книг и брошюр, печатных единиц | 223      | 289     | 280      |
| Тираж, млн экз.                       | 10,206   | 11,3311 | 8,9321   |
| Печатных листов-оттисков, млн         | 198,5958 | 254,704 | 240,7865 |

В 1993 году издательство «Русский язык» распалось на два издательства: издательство «Русский язык. Курсы», которое специализируется на литературе для иностранцев, изучающих русский язык, и «Русский язык Медиа», издававшее словари русского языка и переводные словари (зарегистрировано в 2001 году). В 2012 издательство «Русский язык Медиа» прекратило существование, передав право на издание ряда словарей издательству «Дрофа».